# Мере
Мере (рус. Мере) руски је ланац дисконтних супермаркета са седиштем у Краснојарску. У власништву је предузећа Торгсервис, у чијем се власништву налазе и супермаркети Светофор. Послује у Немачкој, Чешкој, Португалији, Србији, Словачкој и Румунији.

## Пословање у Србији
Први Мере супермаркет у Србији отворен је 25. децембра 2020. у Батајници. Данас послује у неколико десетина градова широм Србије.